# Зоја Зауцена
Зоја Зауцена (грчки: Ζωη Ζαουτζαινα; умрла маја 899.) била је византијска царица, друга супруга цара Лава VI Мудрог. Била је ћерка Стилијана Зауцеса, високог чиновника на двору свог супруга.

## Биографија
Податке о животу ове византијске царице даје дело Теофановог настављача, аутора наставка хронике Теофана Исповедника, који је писао у време владавине Константина VII Порфирогенита. По њему, Зоја се најпре удала за Теодора Гоунациза, службеника непознатог степена. Постала је царева љубавница након мужевљеве смрти. Теофан бележи да је Теодора отрована, што наговештава да је извесну кривицу за њену смрт сносио и њен супруг, цар Лав. Симеон Метафраст бележи да се Лав заљубио у Зоју у трећој години своје владавине. То би значило да су се Зоја и Лав упознали 889. године. Лав је у то време био ожењен Теофаном, ћерком Константина Мартинијака. Њихов брак уговорио је царев отац Василије I. Имали су и ћерку. Међутим, изгледа да је брак Лава и Теофане био без љубави.   

### Царица
У седмој години своје владавине (око 893. године), Теофано се повукла у манастир у предграђу Цариграда. Теофано је посебно неговала свој духовни живот. Да ли јој је пензија коју је добила за издржавање била довољна да преживи, ни Теофан ни Симеон не наводе. Зоја ју је заменила у палати и у дворском животу. Постоје различите вести о статусу Зоје у периоду од 893. до 897. године. Према Симеону, брак Лава и Теофане проглашен је неважећим, што је омогућило да се Лав и Зоја венчају у року од годину дана. Према Теофану, првобитни брак је још увек важио, те је Зоја остала краљева љубавница. Оба аутора се, међутим, слажу да се Зојин отац Стилијан Зауцес успео на врх хијерархије на двору и да му је чак додељен наслов "василеопатора", кога је држао све до своје смрти 899. године. Теофано је умрла у манастиру 10. новембра 897. године. Према Теофану, Лав и Зоја су се венчали тек тада. И Симеон и Теофан су сагласни да је Зоја понела титулу августе тек након смрти своје претходнице. 

### Смрт
Зоја је умрла 899. године. Према спису "De Ceremoniis" Константина Порфирогенита, Лаву је родила најмање две кћери. Међутим, Лав још увек није имао сина, те је питање његовог наследника било неизвесно. Симеон бележи да је Зоја сахрањена у храму своје имењакиње, Аја Зоје. Међутим, "De Ceremoniis" помиње да је сахрањена у цркви Светих апостола, где су такође сахрањени и цар Лав и Теофано и царева трећа супруга, Евдокија Бајана. Могуће да су и обе тврдње тачне, односно да је првобитна гробница Зоје заиста била Аја Зоја, а да је касније њено тело пребачено у гробну цркву њеног мужа. 

## Деца
Према спису "De Ceremoniis", Лав и Зоја имали су најмање две ћерке. Међутим, у различитим верзијама сачуваног текста наилази се на различита имена друге ћерке:
- Ана. Сматра се да је умрла млада. Сахрањена је са оцем и мајком у Цркви Светих апостола.
- Ана или Евдокија. Евдокија је била једина ћерка Лава и Теофане, док је Ана била прва ћерка Зоје и Лава. У оба случаја, могуће је да је добила име по покојној сестри.

У писму Николе Мистика, спомињу се преговори о веридби друге ћерке за Луја III Слепог. Да ли су преговори завршени и да ли је брак икада склопљен, није познато. Међутим, неки генеалози сматрају да је Карло Константин од Беча рођен у овом браку. 